# Monumento a Cesare Beccaria (1837)
Il monumento a Cesare Beccaria è una scultura realizzata da Pompeo Marchesi ed esposta sullo scalone richinano del palazzo di Brera a Milano.

## Storia e descrizione
Il monumento marmoreo fu realizzato dallo scultore neoclassico Pompeo Marchesi in onore del grande esponente dell'illuminismo Cesare Beccaria.
L'idea di realizzare la statua partì da una sottoscrizione del 1827 che riguardava anche il monumento a Giuseppe Parini di Gaetano Matteo Monti. Solo nel 1830 fu istituita una commissione.
Il Marchesi presentò un gesso della statua all'esposizione di Belle Arti di Brera nel 1833.
Nel 1834 però un incendio distrusse lo studio dello scultore e nello stesso anno fu presentato un nuovo gesso.
Nel 1837 era elencata tra le opere esposte a Brera, ma non si ha notizia di un'inaugurazione ufficiale.